# 萨米·李 (跳水运动员)
萨米·李（Samuel "Sammy" Lee，1920年8月1日—2016年12月2日），韩裔美国跳水运动员，曾任美国奥运会代表队教练。他第一位是获得夏季奥运会金牌的亚裔美国选手，也是首位连续两届奥运会夺取跳台跳水金牌的男子运动员。
萨米·李生于1920年加利福尼亚州弗雷斯诺，父母是于1905年在夏威夷定居的韩国移民。后來一名跳水教练看出他的天赋，帮助他训练，让他通过跳沙坑来加强腿部肌肉。1942年，萨米·李入选美国国家跳水队。
萨米·李的父亲继续敦促他把精力放在学业上；他于1947年获得南加州大学医学院（University of Southern California School of Medicine）医学学位。1948年，他因公认的跳水技能，派赴伦敦参加夏季奥运会，夺得一枚跳台跳水金牌和一枚跳板跳水铜牌。1952年在赫尔辛基奥运会上，萨米·李在跳台跳水比赛中赢得一枚金牌。
萨米·李的成就远远超出了体育领域。他在第二次世界大战中和在朝鲜时在美國陸軍軍醫隊服役。1953年在朝鲜期间，萨米·李作为美国最佳业余运动员荣获詹姆斯·E·沙利文奖（James E. Sullivan Award）。在退出竞技跳水后，他担任1960年美国奥运会代表队教练，并训练了后来的奥运冠军鲍勃·韦伯斯特（Bob Webster）和格雷格·洛加尼斯。
1990年，他与奥运会举重项目三次奖牌（两枚金牌）获得者、日裔美国人河野（Tomia "Tommy" T. Kono）一起进入美国奥林匹克名人堂（U.S. Olympic Hall of Fame）。